# František Čapka (historik)
František Čapka (* 26. května 1942, Nížkovice) je český historik a vysokoškolský pedagog, který se specializuje na problematiku moderních českých a československých dějin 19. a 20. století, historii jižní Moravy, dějin odborů a také dějin spolků. Dále se ve své práci zaměřuje na některé problémy didaktiku dějepisu (psaní učebnic, orální historie), historii česko-německých vztahů, osídlování pohraničí a historii cukrovarnického průmyslu. V současnosti působí na katedře historie Pedagogické fakulty Masarykovy univerzity v Brně.

## Život
V letech 1955–1959 studoval na jedenáctileté střední škole ve Slavkově u Brna, pak pokračoval v letech 1959–1964 na katedře historie a bohemistiky Filozofické fakulty Masarykovy univerzity v Brně. Od roku 1965 do roku 1975 pracoval jako středoškolský učitel. V roce 1978 na Filozofické fakultě Masarykovy univerzity získal doktorát a roku 1985 se zde habilitoval. Od roku 1975 do roku 1985 působil jako asistent na Pedagogické fakultě Masarykovy univerzity, v práci zde pokračoval i po získání docentury. Od roku 1984 do roku 1990 zde pracoval jako vedoucí katedry. V letech 1982–1989 byl členem rady Sborníku mikulovských sympozií, od roku 1984 do roku 1993 působil ve funkci výkonného redaktora Sborníku prací Pedagogické fakulty, řady společenských věd. V letech 1982–1990 byl členem vědecké rady Pedagogické fakulty. Pracoval také jako člen redakční rady Czech-Polish Historical and Pedagogical Journal.

## Publikace (výběr)

### Monografie
- Odbory na Brněnsku od května 1945 do února 1948. Brno : 1984. 188 s.
- Počátky a vývoj pracovní iniciativy na Jižní Moravě v letech 1945-1948. Praha : 1986. 92 s.
- Nové osídlení pohraničí českých zemí po druhé světové válce. Brno : 2005. 359 s. (s L. Slezákem a J. Vaculíkem)
- Odbory v českých zemích v letech 1918-1948. Brno : 2008. 288 s.
- Tragédie mnichovské dohody. Skutečná fakta a odhalené mýty. Brno : 2011. 150 s. (spolu s J. Lunerovou).
- Mládež a dějiny. Brno : 2001, 2005. 200 s. (s B. Klímou a kol.)
- Cukrovarnictví do roku 1938 a agrární strana (se zřetelem na Moravu a Slezsko). Brno : 2011. 273 s. , 32 s. obr. příl. (spolu s L. Slezákem)
- 1948 : Vítězný únor. Cesta k převratu. Brno : 2012. 152 s. (spolu s J. Lunerovou).
- 100 let fotbalového klubu FC Zbrojovka Brno. Brno : 2013. 409 s. (spolu s A. Zabloudilem).
- Historia populi. Zrcadlo každodennosti v českých dějinách aneb Všední den od pravěku do konce „Velké války“. Brno: 2018. 311 s.

Spoluautor 22 monografií dějin moravských obcí a měst:
Bílovice nad Svitavou (2012), Brtnice (1988), Čebín (1978), Diváky (1987), Klobouky u Brna (1998), Kostice (1991), Křtiny (1987), Lanžhot (1983), Městečko Lednice (2004), Město Břeclav (2001), Město Pohořelice (2018), Město Velké Pavlovice (2002), Moravský Žižkov (1992), Mušov (2000), Podivín (1997), Prušánky (1997), Tvrdonice (1986), Týnec (2016), Velké Bílovice (1996), Ves Leštno za městečko vysazovat ráčíme (2009), Vranovice (2007), Zboněk a Klevetov (2017).

### Encyklopedie
- Slovník českých a světových dějin. Brno : 1998. 431 s.
- Dějiny zemí Koruny české v datech. Praha : 1998. 805 s.
- Dějiny Moravy v datech. Brno : 2001. 216 s.
- Morava. Praha : 2003. 159 s.
- Antropologický slovník aneb co by mohl člověk vědět o člověku (s přihlédnutím k dějinám literatury a umění). Brno : 2009 (spoluautor)
- Dějiny zemí Koruny české v datech. Praha : 2010. 1055 s.
- Dějiny zemí Koruny české v datech. 1. a II. díl (upravená a rozšířená 5. vydání). Praha: 2021. 613 s., II. díl Praha: 2022, 500 s.

### Učebnice a učební texty
- Čítanka ke studiu dějin Československa v letech 1918-1945. Brno: 1993. 128 s.
- Čítanka ke studiu nejnovějších dějin Československa. Brno: 1991. 138 s.
- Dějepis 8 – od 1648 do 1918. Praha: 2003. 179 s.
- Dějepis I. Inspirace a projekty. Praha: 2008. 164 s. (spolu s J. Lunerovou).
- Dějepis I. Pracovní sešit. Praha: 2008. 79 s. (spolu s J. Lunerovou).
- Dějepis 9. Novověk, moderní dějiny. Brno: 2010-2016, 6. vydání. 143 s.
- Dějepis 9 (od roku 1918 do současnosti). Praha: 2004. 174 s.
- Dějepis. Novověk (8. ročník). Brno: 2009. 131 s. (spolu s L. Vykoupilem).
- Dějiny českých zemí 1800-1918. Brno: 2011, 2014. 228 s.
- Dějiny v datech. Politika, hospodářství, kultura zemí Koruny české v souběhu. I. a II. díl. Praha: 2020. s. 149, s. 159.
- Dokumenty a materiály ke studiu národních dějin v letech 1848-1918. Brno: 2010. 2010. 103 s.
- Dokumenty a materiály k národním dějinám 1918-1948. Brno: 1998. 179 s.
- Dokumenty ke studiu českých dějin první poloviny 19. století. Brno: 2004. 84 s.
- Nástin českých dějin. Brno: 2001. 121 s. (spolu s B. Klímou).
- Nástin českých dějin 20. století. Brno: 2014. 234 s. (spolu s J. Vaculíkem).
- Obrazy ze života společnosti v českých dějinách. Brno: 2010. 126 s.
- Postavy osobností Moravy. Brno: 1996. 71 s. (spolu s O. Zwettlerem).
- Procházka Brnem. Brno: 1995, 1999, 2003, 2004 (česky, německy, anglicky, rusky). (spolu s K. Santlerovou).
- Přehled českých dějin (1848-1989). Brno: 1999. 239 s. (spolu s J. Vaculíkem).
- Sborník ke studiu nejnovějších českých dějin. Brno: 2002. 148 s.
- Stručný vývoj písma. Brno: 1994. 51 s. (spolu s K. Santlerovou).
- Textová příručka k výuce dějepisu. I. a II. díl. Praha: 2004, 2006. 183 s., 259 s. (spolu s P. Královou).
- Úvod do studia dějepisu a historický proseminář. Brno: 2000, 2016. 119 s. (spolu s J. Vaculíkem).
- Vlastivěda. Obrazy z novějších českých dějin. Praha: 2002. 62 s. + Pracovní sešit. Brno 2005
- Vlastivěda 5. Významné události nových českých dějin. I. a II. Brno: 2005, 2018. 62 s.
- Vybrané kapitoly z nejnovějších čs. dějin pro posluchače občanské výchovy. I. a II. díl. Brno: 1991, 1992. 258 s. (spolu s J. Vaculíkem, M. Dokulilem).
- Významné postavy z moravských dějin. Brno: 1994. 130 s. (spolu s O. Zwettlerem).
- Z dějin vývoje písma. Brno: 1998. 96 s. (spolu s K. Santlerovou).

### Popularizační tisky
- Problematika židovské otázky. Brno: 1993, 15 s.
- Protektorát Čechy a Morava. Brno: 1993, 13 s.
- Vznik a vývoj izraelského státu. Brno: 1994, 27 s.
- Rozpad Československa v historických souvislostech. Brno: 1994, 15 s.
- Vládli v českých zemích. I a II. část. Brno: 1996, 15 s., 13 s.
- 100 let hasičského sboru v Lovčicích. Lovčice: 1996, 42 s.
- Nástin národnostní problematiky v letech I. republiky. Brno: 1996, 15 s.
- Politické strany první republiky. Brno: 1998, 31 s.
- Významná mezinárodní jednání a smlouvy v českých dějinách. Brno: 1998, 48 s.
- Zrod ČSR v datech a v událostech. Brno: 1998, 40 s.
- Versailleská mírová konference a Československo. Brno: 1999, 19 s.
- Nástin vztahů Čechů a Slováků. Brno: 2000, 35 s.
- Nástin dějin Moravy v datech. Brno: 2000, 48 s.
- Územní vývoj českého státu. Brno: 2000, 26 s.